# Roger Español i Tor
Roger Español i Tor   (Tarragona, 2 de març de 1974) és un músic i saxofonista català que forma part de la banda The Harlock i Soweto. Va perdre un ull per bala de goma el Primer d'Octubre.
Una pilota de goma de la policia li va llevar un ull el 1r d'octubre de 2017, durant el Referèndum sobre la independència de Catalunya, quan estava a prop de l'Institut Ramon Llull de Barcelona. Va interposar una demanda contra els responsables de l'operatiu. Un mes després dels fets, depenia de la medicació per a no sentir dolor ni patir mareigs.
Posteriorment, ha participat en diverses manifestacions, com ara la de Som Escola. Va rebre la Creu de Sant Jordi el 2018 «per la seva defensa del referèndum de l'1 d'octubre de 2017.» Tanmateix, el 9 de gener de 2024 diversos mitjans van recollir una publicació seva a Twitter en què feia saber que l'havia retornat, crític amb la llei d'amnistia i el rumb polític del govern.
En les eleccions espanyoles d'abril de 2019 es va presentar per a la demarcació de Barcelona dins de la candidatura del Front Republicà, i en les de novembre del mateix any va ser candidat al Senat per Junts per Catalunya.
El 19 de març de 2025 Roger Español fou amnistiat pel delicte d'atemptat contra l'autoritat, i, en canvi, quatre policies nacionals espanyols serien acusats d'haver provocat la pèrdua d'un ull a Roger Español l'1 d'octubre de 2017.